# Fred Alexander (Tennisspieler)

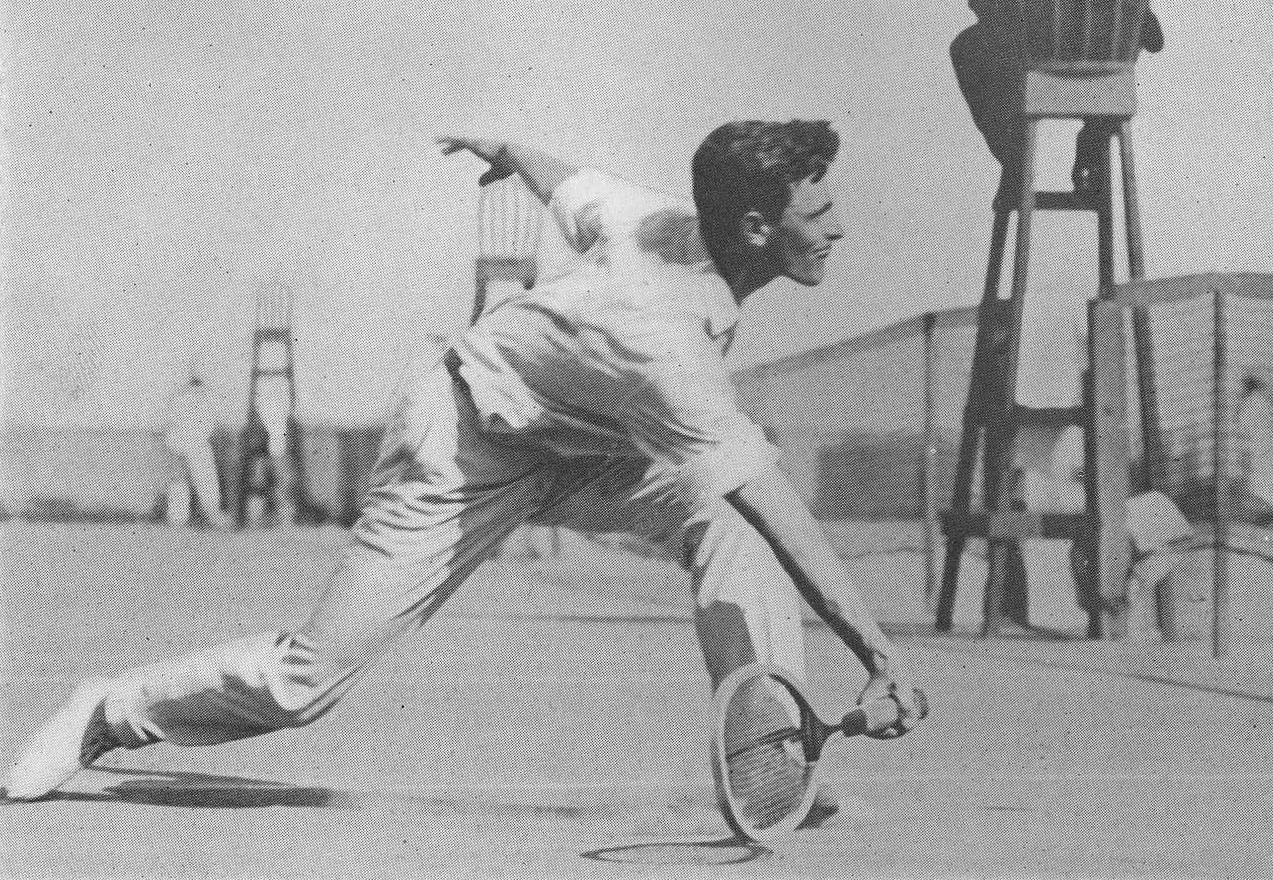
Alexander (1915)

Frederick Beasley „Fred“ Alexander  (* 14. August 1880 in Sea Bright, New Jersey; † 3. März 1969 in Beverly Hills, Kalifornien) war ein US-amerikanischer Tennisspieler.

## Karriere
Alexander kam 1880 in New Jersey zur Welt. 1901 gewann er 1900 als Student der Princeton University die Intercollegiate Championships im Doppel sowie ein Jahr darauf im Einzel.
1908, in seinem erfolgreichsten Jahr, zog er bei den US-amerikanischen Meisterschaften ins Finale ein, unterlag dort jedoch Beals Wright. Zusammen mit Wright bildete er die US-amerikanische Davis-Cup-Mannschaft, die im September gegen die Mannschaft der britischen Inseln gewann. Anschließend reiste er mit Wright nach Melbourne, die beiden verloren jedoch das Finale Ende November gegen die australische Mannschaft mit 2:3. Nach dem Davis Cup nahm Alexander die Gelegenheit wahr, an den australischen Meisterschaften teilzunehmen, die in diesem Jahr für Mitte Dezember angesetzt waren. Er gewann diese prompt, als erster Nicht-Australier überhaupt; im Finale besiegte er Alfred Dunlop in fünf Sätzen. Mit Dunlop gewann er zusätzlich noch das Doppel gegen Anthony Wilding und Granville Sharp.
Bei den amerikanischen Meisterschaften war Alexander mehrfach im Doppel erfolgreich. Zusammen  mit Harold Hackett zog er dort von 1905 an sieben Mal ununterbrochen im Finale ein und gewann es von 1907 bis 1910. 1917 konnte er zum vierten Mal den Doppeltitel gewinnen, diesmal an der Seite von Harold Throckmorton.
Alexander wurde 1961 in die International Tennis Hall of Fame aufgenommen. Er starb im Alter von 88 Jahren 1969 in Beverly Hills.